# Ehemaliges Kaufmannshaus Gruber
La Ehemaliges Kaufmannshaus Gruber ("Ex casa del mercante Gruber") è un edificio storico a Gais. È classificato dal governo svizzero come bene culturale di importanza nazionale. Viene considerato il più bel edificio della città.

## Storia
La casa fu originariamente costruita nel 1783-1784 per il Landeshauptmann e ex alfiere cantonale Jakob Gruber Fu ristrutturata esternamente nel 1977-1978.

## Descrizione
La casa è un edificio simmetrico in legno con un portone centrale e delle finestre a schiera. Il tetto è mansardato curvo con un timpano trasversale a doppia curvatura nella parte inferiore e una pronunciata grondaia intonacata. La facciata principale è divisa da quattro lesene toscane e mostra un portale stile rococò al di sopra del quale è posto lo stemma della famiglia Gruber.